# 瓜薩卡潘
14°04′N 90°25′W / 14.067°N 90.417°W
瓜薩卡潘（西班牙語：Guazacapán），是危地馬拉的城鎮，位於該國南部，由聖羅薩省負責管轄，面積172平方公里，海拔高度236米，2002年人口13,979，人口密度每平方公里81.27人。